# Чкалов (Волгоградская область)
Чкалов — хутор в Николаевском районе Волгоградской области России. Входит в состав Барановского сельского поселения. Население 9 чел. (2010).

## История
В соответствии с Законом Волгоградской области от 14 февраля 2005 года в соответствии с Законом Волгоградской области № 1005-ОД хутор вошёл в состав образованного Барановского сельского поселения.

## География
Расположен на северо-востоке региона, по левобережью Волгоградского водохранилища, в пределах степной зоны Низкого Заволжья.
Уличная сеть состоит из одного географического объекта: ул. Чкаловская.

## Население
| 2010 |
| ---- |
| 9    |

Гендерный состав
По данным Всероссийской переписи населения 2010 года в гендерной структуре населения из 9 человек мужчин — 4, женщин — 5 (44,4 и 55,6 % соответственно).
Национальный состав
Согласно результатам переписи 2002 года, в национальной структуре населения
русские составляли 57 %, казахи	28 % от общей численности населения в 28 чел..

## Инфраструктура
Личное подсобное хозяйство.

## Транспорт
Просёлочные дороги.